# Pascal Gressani
Pascal Gressani, né le 11 novembre 1960 à Neuilly-sur-Seine, est un footballeur français des années 1980 évoluant au poste de latéral droit.

## Carrière
Pascal Gressani joue de 1981 à 1983 à l'ES Viry-Châtillon, où il dispute 34 matchs de deuxième division française. 
Il rejoint ensuite le FC Tours, remportant le Championnat de France de football D2 1983-1984 et étant ainsi promu en première division. Tours ne reste qu'une saison parmi l'élite et Gressani quitte les Tourangeaux après deux saisons en deuxième division, en 1987. 
Il arrête sa carrière en 1988, après une saison à l'AS Poissy.

## Palmarès
- Vainqueur du Championnat de France de deuxième division 1983-1984 avec le Tours Football Club